# كالوش
كالوش هي مدينة من مدن أوكرانيا. يبلغ عدد سكانها 63800 نسمة وذلك حسب إحصائيات سنة 2001. تبلغ مساحتها 65 كم².

## توأمة
لكالوش اتفاقيات توأمة مع:
- باتشكا بالانكا

## أعلام
- راشيل شالون